# Armorial à la bande
 (octobre 2022).
La bande est une pièce honorable qui va de l'angle dextre du chef à l'angle senestre de la pointe.
Cet armorial n'a pas vocation à l'exhaustivité : il ne retient que les blasons issus des pages de Wikipédia présentant les armoriaux des familles françaises, anglaises et basque-espagnol y compris les armes imaginaires, mais en dehors du système héraldique napoléonien.

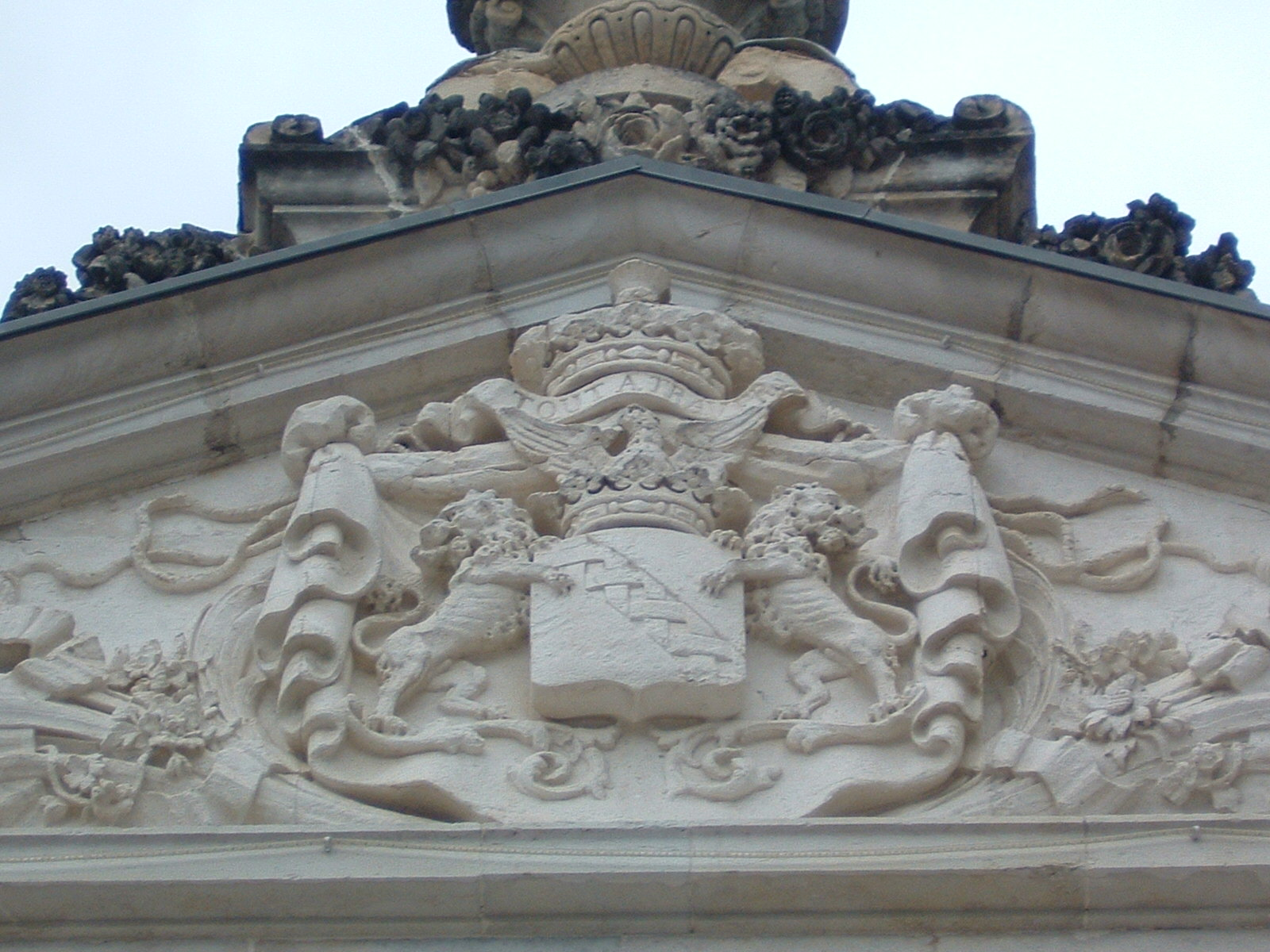
Fronton du château de Divonne

## Bande d'or

### Fond d'argent
| Figure | Blasonnement et commentaires                                                                           |
| ------ | --- |
|        | Famille de Sallenove Palé d'argent et de gueules de six pièces, à la bande d'or brochant sur le tout,. |

### Fond d'azur
| Figure | Blasonnement et commentaires |
| ------ | --- |
|        | Famille Bonnefous de Presque D'azur à la bande d'or. |
|        | Famille Cénat de l'Herm D'azur à la bande d'or. |
|        | Maison de Durfort armes antiques D'azur à la bande d'or. |
|        | Famille Edy D'azur à la bande d'or. |
|        | Familles d'Humières D'azur à la bande d'or. |
|        | Famille de Molay (Bourgogne) D'azur à la bande d'or. |
|        | Famille Traversier D'azur, à la bande d'or. |
|        | Famille de Benoist de La Prunarède D'azur à trois bandes d'or. |
|        | Famille de Budos D'azur à trois bandes d'or. |
|        | Famille de Gain D'azur à trois bandes d'or. |
|        | Famille de Scorailles D'azur à trois bandes d'or. |
|        | Famille Costa de Beauregard D'azur à trois bandes d'or, au chef de France. |
|        | Famille Pollalion de Glavenas D'azur, à trois bandes d'or ; au chef cousu d'azur, chargé de trois étoiles d'or, et soutenu de gueules.                                                                        |
|        | Maison de Trazegnies Bandé d'or et d'azur, à l'ombre d'un lion brochant sur le tout ; à la bordure engrêlée de gueules.                                                                                       |
|        | Famille de Pierre de Bernis D'azur à la bande d'or, accompagnée en chef d'un lion passant de même, armé et lampassé de gueules.                                                                               |
|        | Famille de La Cropte D'azur à une bande d'or accompagnée de deux fleurs de lys de même, une en chef et une en pointe.                                                                                         |
|        | Famille de Monti D'azur à la bande d'or, accostée de deux monts à six coupeaux de même. |
|        | Famille Matiffas D'azur à la bande d'or, accompagnée de trois trèfles du même, deux en chef, un en pointe. |
|        | Famille de Guillebon D'azur à la bande d'or accompagnée de trois besants d'or, deux en chef et un en pointe.                                                                                                  |
|        | Famille de Chastellux D'azur à la bande d'or, accompagnée de sept billettes de même, quatre en chef et trois en pointe.                                                                                       |
|        | Famille Riquet de Caraman D'azur à la bande d'or accompagnée en chef d'une demi-fleur de lys d'or, défaillante à dextre, florencée (fleuronnée) du même, et en pointe de trois roses d'argent posées en orle. |
|        | Famille de La Bussière D'azur, à la bande d'or, accostée de deux demi-vols abaissés de même et de deux étoiles d'argent, une au-dessus de chaque demi-vol.                                                    |
|        | Famille Casimir-Perier D'azur, à la bande d'or accompagnée d'une tête de lion d'argentlampassée de gueules et couronnée d'or.                                                                                 |
|        | Famille Gurin D'azur, à la bande d'or, accompagnée d'une étoile d'argent en chef. |
|        | Famille Bayle de Martinas D'azur, à la bande d'or, accompagnée de deux croissants d'argent ; un en chef, et un en pointe.                                                                                     |
|        | Famille d'Orlhac D'azur à la bande d'or, accompagnée de six coquilles d'argent posées en orle. |
|        | famille Allard D'azur à la bande d'or chargée de trois alérions d'azur. |
|        | Famille Dauphin de Verna, Dauphiné D'azur à la bande d'or, chargée d'un dauphin et d'une étoile de gueules (l'étoile en chef).                                                                                |
|        | Famille de Bunodière D'azur, à la bande d'or, chargée de trois têtes de lion de gueules, posées en barre. |
|        | Famille Malgoire D'azur, à la bande d'or, chargée de trois étoiles de gueules. |
|        | Famille du Hamel de Canchy, Bretagne, Picardie D'azur à la bande d'or, chargée de trois roses de gueule. |
|        | Famille Boudran D'azur à une bande d'or chargée de trois cœurs de gueules. |
|        | Famille Bezin D'azur à la bande d'or chargée de trois tourteaux de gueules accompagnée d'un besant du même.                                                                                                   |
|        | Famille de Tascher D'azur à trois bandes d'or, chargées chacune de trois tourteaux de gueules. |
|        | Famille Angot des Rotours D'azur, à la bande d'or, chargée de trois ancres de gueules, accompagnée de deux étoiles d'argent, posées l'une en chef, l'autre en pointe.                                         |
|        | Famille Montfort D'azur à la bande d'or chargée d'une rose de gueules et accompagnée de 2 étoiles d'argent.                                                                                                   |
|        | Famille Chave de Chazelet D'azur, à la bande d'or, chargée d'un listel vivré de sable, accompagnée de deux croissants d'or, un en chef et un en pointe.                                                       |
|        | Famille Robertet D'azur, à la bande d'or chargée d'un demi-vol dextre de sable posé à plomb et accompagnée de trois étoiles à six rais aussi d'or.                                                            |
|        | Famille Bellet D'azur à la bande d'or chargé d'une aigle de sable. |
|        | Famille Brugeyron D'azur, à la bande d'or, chargée de trois clochettes de sable posées dans le sens de la bande.                                                                                              |
|        | Famille de Sillol D'azur a la bande d'or, chargée de trois têtes d'aigle de sable languées de gueules. |
|        | Famille de Benoist Écartelé : aux 1 et 4, d'azur à une bande accompagnée en chef d'une étoile à six rais, et en pointe, d'un croissant, le tout d'or ; aux 2 et 3, d'argent semé de fleurs de lys d'azur.     |
|        | Famille d'Escoubleau de Sourdis Parti d'azur et de gueules, à la bande d'or brochant sur le tout. |

### Fond de gueules
| Figure | Blasonnement et commentaires |
| ------ | --- |
|        | Maison de Chalon De gueules à la bande d'or. |
|        | Maison de Hénin-Liétard De gueules à la bande d'or. |
|        | Famille de Lentilhac De gueules, à la bande d'or. |
|        | Famille de Menou De gueules à la bande d'or. |
|        | Maison de Noailles De gueules à la bande d'or. |
|        | Jan van Henny De gueules à la bande d'or. |
|        | Jan van Magelers De gueules à la bande d'or. |
|        | Famille de Faure de Fougeiroles De gueules à trois bandes d'or. |
|        | Famille d'Olive, Languedoc De gueules à trois bandes d'or. |
|        | Maison d'Uzès De gueules à trois bandes d'or. |
|        | Maison de Miolans Bandé de gueules et d'or. |
|        | Famille de Clermont de Nesle Écartelé : aux 1 et 4, de gueules semé de trèfles d'or, à deux bars adossés de même (Clermont-en-Beauvaisis) ; aux 2 et 3, bandé d'or et de gueules ; au franc-quartier d'or chargé d'une croix de gueules cantonnée de seize alérions d'azur, le franc-quartier lui-même cantonné d'un franc-quartier d'argent à une molette de sable. |
|        | Maison de Crussol Écartelé: aux 1 et 4, partis : a. fascé d'or et de sinople (Crussol); b. d'or à trois chevrons de sable (Levis); aux 2 et 3, contre-écartelé, d'azur à trois étoiles d'or, rangées en pal (Gourdon), et d'or à trois bandes de gueules (Genouillac). Sur le tout de gueules à trois bandes d'or (Uzès).                                            |
|        | Famille Chauvigny de Blot Écartelé : aux 1 et 4 de sable, au lion d'or, armé et lampassé de gueules ; aux 2 et 3 d'or, à trois bandes de gueules. |
|        | Famille de Moré de Pontgibaud De gueules à trois bandes d'or, au franc-canton d'hermine. |
|        | Famille Caraccioli De gueules, à trois bandes d'or, au chef d'azur. |
|        | Famille d'Estienne De gueules à la bande d'or accompagnée en chef d'un gland vêtu, tigé et feuillé du même, et en pointe d'un besant d'or; au chef cousu d'azur de trois étoiles d'or. |
|        | Famille Le Moniès de Sagazan De gueules à trois bandes d'or, au chef d'azur, chargé d'un soleil d'or. |
|        | Famille Erasun, Santesteban De gueules à la bande d'or accompagnée de deux feuilles de peuplier du même. |
|        | Famille Fabre de l'Aude De gueules à la bande d'or, deux besants en haut et un en bas du même. |
|        | Famille Iza, Navarre De gueules à la bande d'or, accompagnée de trois chaudrons du même, deux en chef et un en pointe. |
|        | borchgreue van Cramblay De gueules, à la bande d'or accompagnée de six canettes du même en orle. |
|        | Robbert die Nyet en Heeft De gueules, à la bande d'or accompagnée de six coquilles du même en orle. |
|        | Famille de Saveuse De gueules à la bande d'or, accompagnée de six billettes du même en orle. Famille de Bethune Hesdigneul |
|        | Engerart van Senc De gueules, à la bande d'or accompagnée de six billettes du même en orle. |
|        | Famille de Marafin De gueules, à la bande d'or, chargée d'un croissant de sable en chef, accompagnée de six étoiles du second émail mises en orle. |
|        | Famille Pichon de Chazeaux De gueules, à la bande d'or, accompagnée à dextre d'une colombe d'argent, sommée de trois étoiles d'or, rangées en chef. |
|        | Famille de Belleval De gueules à la bande d'or sur un semé de croix recroisetées au pied fiché de même. |
|        | Famille de Fay De gueules, à la bande d'or, chargée d'une fouine d'azur. |
|        | Famille Ducret De gueules à la bande d'or chargée de trois croissants d'azur. |
|        | Famille Brûlart de La Borde De gueules à la bande d'or, chargée d'une trainée de cinq barillets de poudre de sable. |
|        | Famille de Thiers de Lignac De gueules, à la bande d'or, chargée de trois coquilles de sable. |
|        | Famille Cugui, Navarre De gueules à une bande d'or accompagnée de deux aigles d'argent. |
|        | Famille Heuguy, Garazi De gueules à une bande d'or accompagnée de deux aigles d'argent. |
|        | Famille Petre Gules, a bend or between two escallops argent. |
|        | Famille Peschart De gueules à la bande d'or chargée de trois roses d'azur et accompagnée de quatre ducs (ou hiboux) d'argent. |
|        | Famille Bargedé De gueules, à la bande d'or, chargée d'un lion de sable et accompagnée de trois croisettes du second émail, deux en chef et une en pointe. |
|        | Famille Geys De gueules, à la bande d'or chargée de huit points de sable et accompagnée de trois fleurs de lys d'argent, deux en chef et une en pointe. |
|        | Famille Motier de La Fayette De gueules, à la bande d'or ; à la bordure de vair. |
|        | Maison Alérame Écartelé : aux 1 et 4, d'or, à la fasce échiquetée d'argent et de gueules de trois tires, sommée d'une épine en forme de fleur de lys de gueules, fichée dans la fasce (Spinola) ; aux 2 et 3, bandé de gueules et d'or et au chef d'or chargé d'une aigle de sable (de Miolans). Sur le tout d'argent, au chef d'azur.                               |

### Fond de sable
| Figure | Blasonnement et commentaires                                                           |
| ------ | -------------------------------------------------------------------------------------- |
|        | Famille Mercurin De sable, à la bande d'or, accompagnée de deux molettes du même.      |
|        | Famille d'Anvin De sable à la bande d'or accompagnée de six billettes du même en orle. |

### Fond de sinople
| Figure              | Blasonnement et commentaires                                                                               |
| ------------------- | --- |
| Blason Louis Courme | Louis Courme De sinople à la bande d'or.                                                                   |
|                     | Famille de Lalande de Luc De sinople à la bande d'or.                                                      |
|                     | Famille Capitain de Clacy De sinople à une bande d'or accompagnée de six besants de même en orle.          |
|                     | Famille de La Forest Divonne De sinople à la bande d'or frettée de gueules.                                |
|                     | Maison de Pobel De sinople, à la bande d'or, chargée de trois coquilles de sable.                          |
|                     | Famille Solvay de La Hulpe In sinopel, een gouden schuinbalk beladen met drie bomen van natuurlijke kleur. |

### Fond de fourrure
| Figure | Blasonnement et commentaires                                                          |
| ------ | ------------------------------------------------------------------------------------- |
|        | Famille de Ballaison (alias) D'hermine à la bande d'or chargée d'une rose de gueules. |

## Bande d'argent

### Fond d'or
| Figure | Blasonnement et commentaires                                                                                                  |
| ------ | --- |
|        | Famille Bouvier Palé d'or et d'azur de 4 pièces, à la bande d'argent chargée de 3 étoiles de gueules brochant sur le tout.    |
|        | Famille Gilly D'or à trois fasces de gueules à la bande d'argent, brochant sur le tout, chargée de trois corneilles de sable. |
|        | Famille de La Grézie Fascé d'or et de sable à la bande d'argent chargée de trois fleurs-de-lis de gueules.                    |
|        | Famille Longueville D'or, à deux fasces de sable, et deux bandes d'argent brochant.                                           |

### Fond d'argent
| Figure | Blasonnement et commentaires                                                             |
| ------ | ---------------------------------------------------------------------------------------- |
|        | Famille d'Ardaine D'argent, semé d'ancolies d'azur, à la bande semé de feuilles de houx. |

### Fond d'azur
| Figure                   | Blasonnement et commentaires |
| ------------------------ | --- |
|                          | Eugène IV D'azur, à la bande d'argent. |
|                          | Francesco Condulmer D'azur, à la bande d'argent. |
|                          | Maison de Blois D'azur, à la bande d'argent. |
|                          | Famille de Thoire D'azur, à la bande d'argent. |
|                          | Famille d'Acre D'azur, à la bande d'argent. |
|                          | Famille d'Essertines, Roannais D'azur, à la bande d'argent. |
|                          | Famille de Mars de Liviers D'azur à la bande d'argent côtoyée de deux étoiles de même, au chef d'argent. |
|                          | Famille de Ruble D'azur aux deux bandes d'argent au chef d'or, chargé d'un lion léopardé de gueules. |
|                          | Famille de Bréchard Bandé d'argent et d'azur. |
|                          | Famille Fieschi, Prince de Belmonte Bandé d'argent et d'azur. |
|                          | Charles du Houx de Vioménil D'azur aux trois bandes d'argent, accompagnées de quatre billettes d'or posées en bande et rangées en barre.                                                                            |
|                          | Famille Virgile D'azur, à la bande d'argent accompagnée de trois fleurs de lys d'or, rangées en chef. |
|                          | Famille Baillet D'azur à la bande d'argent, accostée de deux griffons d'or (Sceau 1501). |
|                          | Famille Burin D'azur, à la bande d'argent, accostée de deux soucis d'or. |
|                          | Famille de Marnix de Sainte-Aldegonde D'azur à la bande d'argent accostée de deux étoiles d'or. |
|                          | Famille Baillet D'azur à la bande d'argent accompagnée de deux dragons d'or. |
|                          | Famille de Lichy D'azur à la bande d'argent, accompagnée de trois losanges d'or posés en bande, un en chef et deux pointe.                                                                                          |
|                          | Famille d'Angeliers D'azur alias de sable, à la bande d'argent, accompagnée en chef d'une rose d'or et en pointe d'une hermine d'argent.                                                                            |
|                          | Famille de Foucaud de Launay D'azur, à la bande d'argent, acc. en chef d'une ancre du même et en pointe d'un soleil d'or.                                                                                           |
|                          | Famille Blanchet D'azur à la bande d'argent accostée de deux lys tigés en bande du même. |
|                          | Famille Dodieu D'azur à la bande d'argent, accompagnées de deux lions de même. |
|                          | Famille Chrétien D'azur, à la bande d'argent, accompagnée en chef, de quatre étoiles en orle, et côtoyée en pointe de trois roses tigées et feuillées, le tout d'argent.                                            |
|                          | Huge van Peines D'azur semé d'étoiles d'or à six rais à la bande d'argent. |
|                          | Famille du Faure d'Upaix D'azur à la bande d'argent enfilée de trois couronnes ducales d'or. |
|                          | Carlo Maria Martini D'azur, à l'arbre au naturel, dont le feuillage s'écarte en chef sur un soleil d'or, chargé d'un delta de sable, à la bande d'argent, chargée de trois cœurs de gueules, brochante sur-le-tout. |
|                          | Famille de Heddesdorf D'azur à la bande d'argent, chargée de trois coquilles de gueules. |
|                          | Famille Le Cordier D'azur, à la bande d'argent, chargée de cinq losanges de gueules et accostées de deux molettes d'éperon d'or.                                                                                    |
|                          | Famille de Baudequin D'azur à la bande d'argent chargée de trois trèfles de gueules accompagnée en chef d'un soleil d'or mouvant de l'angle senestre et en pointe d'un croissant d'argent.                          |
|                          | Famille de Mullot de Villenaut D'azur, à la bande d'argent, chargée de trois coquilles de gueules et accostée de deux étoiles du second émail, l'une en chef et l'autre en pointe.                                  |
|                          | Famille Denis D'azur, à la bande d'argent, chargée de trois écrevisses de gueules, l'azur semé en chef d'étoiles et en pointe de besants d'argent.                                                                  |
| Blason Famille de Vassal | Famille de Vassal D'azur, à la bande d'argent remplie de gueules, chargée de trois besants d'or et accompagnée de deux étoiles du même, une en chef et une en pointe.                                               |
|                          | Famille Ducret D'azur à la bande d'argent, chargée d'une autre bande de sable celle-ci chargée d'une tête de coq d'argent crêtée de gueules laquelle tête accompagnée de deux croissants d'argent.                  |
|                          | Famille Abelin D'azur à la bande d'argent, chargée d'un léopard de gueules et surmontée d'une fleur de lys d'or. |
|                          | Famille Girons D'azur, à la bande d'argent accompagnée de deux tourteaux de sinople. |
|                          | Famille de Verhaegen D'azur à la bande d'argent accosté en chef d'une jambe toute cuirassée et éperonnée du même, et en pointe d'un renard passant d'or sur une terrasse de sinople.                                |
|                          | Famille de Grenier de Lassagne D'azur à une bande d'argent chargée de 3 étoiles de gueules accompagnée en chef d'une vigne fruitée au naturel et en pointe d'un lévrier de sable.                                   |
|                          | Famille Lestocq D'azur semé de billette d'or, à la bande d'argent brochant sur le tout, chargée de trois molettes d'éperon de gueules.                                                                              |
|                          | Famille de Bernard D'azur à la bande d'argent, chargée d'un lion de gueules. |
|                          | Famille d'Angelin D'azur à la bande d'argent, chargée au cœur d'une demi-molette mouvante du bord dextre inférieur et côtoyée de deux glands pendants de sinople feuillés chacun de deux feuilles de même.          |
|                          | Famille Vincenty D'azur, à une bande d'argent, chargée d'un lézard de sinople, accompagnée de trois étoiles d'or, deux le long de la bande et une en pointe.                                                        |
|                          | Famille de David, Belgique D'azur, à la bande d'argent, chargée de trois macles de sable, accompagnée de deux harpes d'or.                                                                                          |
|                          | Famille Parthon de Von D'azur à la bande d'argent, chargée de trois pommes de pin au naturel, posées dans le sens de la bande, les queues en haut.                                                                  |
|                          | Maison Vasa tranché d'azur et de gueules à la banche d'argent et à la gerbe d'or brochant sur le tout. |
|                          | Famille Gieure Tranché : d'azur à Notre-Dame de Buglose vêtue d'or ; et de gueules chargé d'un calice d'or à l'hostie issante d'argent ; à la bande d'argent brochant sur la partition.                             |
|                          | Prince of Cellamare Terciado en banda, primero de azur, segundo de plata y tercero de gules. |

### Fond de gueules
| Figure | Blasonnement et commentaires |
| ------ | --- |
|        | Princes-évêques de Ratisbonne De gueules à la bande d'argent. |
|        | Famille Cluzet De gueules, à la bande d'argent. |
|        | Famille de l'Espinasse de Changy De gueules à la bande d'argent. |
|        | Famille d'Hemricourt de Grunne De gueules à la bande d'argent. |
|        | Famille de Horion De gueules à la bande d'argent. |
|        | Famille Kageneck De gueules à la bande d'argent. |
|        | Vicomté de Montenaken De gueules à la bande d'argent. |
|        | Maison de Neufchâtel De gueules à la bande d'argent. |
|        | Famille de Rovéréa De gueules à la bande d'argent. |
|        | Maison de Roye De gueules à la bande d'argent. |
|        | Famille de Saint-Aubin De gueules à la bande d'argent. |
|        | Famille de Rochemure De gueules aux trois bandes d'argent. |
|        | Famille de Barral De gueules à trois bandes d'argent. |
|        | Famille de Barral De gueules à trois bandes d'argent ; au chef de même chargé de trois cloches d'azur bataillées d'or.                                                 |
|        | Famille Orsini Bandé d'argent et de gueules, au chef du premier, chargé d'une rose du second.                                                                          |
|        | Famille Michelena, Oiartzun De gueules à une bande d'argent accostée de deux étoiles d'or.                                                                             |
|        | Famille Bertodano, Biscaye De gueules à la bande d'argent accompagnée de deux chaudrons d'or, un en chef, l'autre en pointe; à la bordure de gueules aux chaînes d'or. |
|        | Famille de Boissat, Dauphiné De gueules à la bande d'argent, accompagnée de six besants d'or, 3, 3, en orle.                                                           |
|        | Famille Otaola, Xemein De gueules à une bande d'argent accostée de deux fleurs de lys du même.                                                                         |
|        | Famille de Saint-Aignan De gueules à la bande d'argent, accompagnée de trois trèfles de même.                                                                          |
|        | Famille Gauwains van Dorp De gueules à la bande d'argent, accompagnée de accompagnée de six molettes d'éperon du même.                                                 |
|        | Maison Howard De gueules à la bande d'argent de six croix recroisetées et fichées du même.                                                                             |
|        | Famille Lameth De gueules, à la bande d'argent accompagnée de six croisettes recroisetées au pied fiché du même, rangées en orle.                                      |
|        | Famille van Pois De gueules, à la bande d'argent accompagnée de 18 croisettes recroisetées de sable, rangées en orle.                                                  |
|        | Famille Combourcier De gueules à la bande d'argent, chargée d'une molette (alias : d'une étoile), d'azur.                                                              |
|        | Famille de Bouligny De gueules à la bande d'argent, chargée de trois étoiles du champ.                                                                                 |
|        | Seigneurs de Hombourg De gueules à la bande d'argent, chargée de trois quintefeuilles du champ.                                                                        |
|        | Famille de Corneilhan De gueules, à la bande d'argent chargée de trois corneilles de sable.                                                                            |
|        | Famille Pina D'azur à la bande d'argent, chargée de trois croisettes de sable.                                                                                         |
|        | Famille Tivoley De gueules, à la bande d'argent chargée de trois losanges et deux demi-losanges de sable.                                                              |
|        | Famille de Heu De gueules à la bande d'argent, chargée de trois coquilles de sable.                                                                                    |
|        | Family of Bromyard Gules, a bend argent, on the dexter point a martlet sable.                                                                                          |
|        | Famille Hervey De gueules à la bande d'argent chargée de trois trèfles de sinople.                                                                                     |
|        | Jean de Crambourg De gueules semé de billettes d'or à la bande d'argent.                                                                                               |
|        | Rohan du Gué de l'Isle, brisure Rohan De gueules à neuf macles d'or, posées 3, 3, 3 ; à la bande d'argent                                                              |
|        | Famille Alleman De gueules, semé de fleurs de lys d'or ; à la bande d'argent brochant sur le tout.                                                                     |
|        | Guillaume IV de Derval De gueules, à deux fasces et une bande brochant sur le tout, le tout d'argent.                                                                  |

### Fond de sable
| Figure | Blasonnement et commentaires                                                                                         |
| ------ | --- |
|        | Famille de Neuville de la Rochette De sable, à la bande d'argent.                                                    |
|        | Famille de La Rivière De sable, à la bande d'argent.                                                                 |
|        | Famille Angevin De sable à la bande d'argent, chargée d'un lion de gueules.                                          |
|        | Famille de Ponts De sable à la bande d'argent chargée d'un lion de gueules et accompagnée de deux étoiles du second. |

### Fond de sinople
| Figure | Blasonnement et commentaires                                                                                |
| ------ | --- |
|        | Maison de faucigny-lucinges, seigneurs de Drusilly et branche de Vevey. De sinople à trois bandes d'argent. |

### Fond de pourpre
| Figure | Blasonnement et commentaires                                                                                        |
| ------ | --- |
|        | Malaquin le Gros, armoiries imaginaires De pourpre à la bande d'argent chargée de trois lions léopardés de gueules. |

## Bande d'azur

### Fond d'or
| Figure | Blasonnement et commentaires |
| ------ | --- |
|        | Richard de Mandra D'or, à une bande d'azur.[réf. nécessaire] |
|        | Famille de La Balme D'or à la bande d'azur. |
|        | Maison de Trie D'or à la bande d'azur. |
|        | Maison d'Adhémar D'or à trois bandes d'azur. |
|        | Famille Pouppez de Kettenis de Hollaeken D'or, à la bande d'azur chargée de trois étoiles à six rais d'or. |
|        | Famille de Barruel D'or, à la bande d'azur chargée de trois étoiles d'argent. |
|        | Wouter Helliborten D'or à la bande d'azur chargée de trois mascles d'argent. |
|        | Mahius van Trie D'or à la bande d'azur chargée de trois anneaux d'argent. |
|        | Famille de Rolleboise D'or à la bande d'azur chargée de trois annelets d'argent. |
|        | Famille de Saint-Germain de Mérieu D'or, à la bande d'azur chargée de trois croissants montants d'argent. |
|        | Famille de Feugré D'or à la bande d'azur, chargée de trois fleurs de lys d'or & accompagnée de deux lions de gueules, armé & lampassé d'azur. |
|        | Famille van Monckhoven D'or à la bande d'azur chargée de trois fleurs-de-lis du champ et accompagnée de deux lions léopardés de sable, armés et lampassés de gueules. |
|        | Famille de Brueys D'or au lion de gueules armé et lampassé de même, à la bande d'azur. |
|        | Famille Saleon D'argent, au lion de gueules, à la bande d'azur, brochant sur le tout et chargée en chef d'une fleur de lys d'or. |
|        | Famille Berastegui, Guipuscoa D'or à la bande d'azur accompagnée en chef d'un sanglier de sable poursuivi par deux lévriers du même tacheté d'argent, et en pointe d'une tour de gueules. Alias : de gueules à une tour d'argent, surmontée d'un sanglier de sable sur les créneaux, et accostée de deux lévriers affrontés d'argent grimpants contre la tour, et une bande d'azur engoulée de deux têtes de dragons d'or, brochant sur le tout. |
|        | Famille Iparraguirre, Irun D'or à une bande d'azur chargée d'ondes d'argent, accostée de deux saules de sinople, un en chef, l'autre en pointe, celui du chef senestré d'un sanglier de sable appuyé contre le tronc, celui de la pointe chargé d'un sanglier de sable brochant sur le fût et attaché par une chaîne. |
|        | Famille Solas Parti, d'or et de gueules ; à la bande d'azur, brochant. |
|        | Famille Bernard de Montbrison Écartelé : aux 1 et 4, d'or à la bande d'azur chargée d'un croissant d'or, accosté de deux étoiles d'or (qui est de Bernard) ; aux 2 et 3, de sable, à la tour d'argent crénelée de sable (qui est de Montbrison). |

### Fond d'argent
| Figure          | Blasonnement et commentaires |
| --------------- | --- |
|                 | Maison de Durfort D'argent à la bande d'azur. |
|                 | Famille de Tournebu D'argent à la bande d'azur. |
|                 | Famille Brac de La Perrière D'argent à trois bandes d'azur. |
|                 | Famille Breschard D'argent à trois bandes d'azur. |
|                 | Famille Le Gonidec D'argent à trois bandes d'azur. |
|                 | Famille de Plumaugat D'argent à trois bandes d'azur. |
|                 | Famille Saulnier D'argent à trois bandes d'azur. |
|                 | Famille de Carbonnières D'argent à trois bandes d'azur, l'argent chargé de huit charbons de sable ardents de gueules 1, 3, 3, 1.                                                                                         |
|                 | Famille de Borrey D'argent à trois bandes d'azur, au chef de gueules chargé d'un lion léopardé d'argent. |
|                 | Famille du Faure D'argent à la bande en devise d'azur enfilée de trois couronnes ducales d'or. |
|                 | Famille Le Veneur de Tillières D'argent à la bande d'azur chargée de trois sautoirs d'or. |
| Blason Pouriatz | Famille Pouriatz D'argent à la bande d'azur, chargée de trois étoiles d'or. |
|                 | Famille Mareschal, Franche-Comté D'argent à la bande d'azur chargée de trois étoiles d'or et accompagnée de deux grappes de raisin de pourpre, feuillées et tigées de sinople, celle de la pointe ayant la queue en bas. |
|                 | Famille Ernst D'argent, à la bande d'azur, chargée de trois étoiles à cinq rais d'or, accompagnée d'un dextrochère et d'un senestrochère armés de toutes pièces de sable, tenant une épée d'argent garnie d'or.          |
|                 | Famille de Stanley D'argent, semé d'ancolies d'azur, à la bande semé de feuilles de houx. |
|                 | Famille de Keravis D'argent à la bande d'azur chargée de trois coquilles d'argent. |
|                 | Maison de Genève D'argent à la bande d'azur accompagnée de deux lions du même. |
|                 | Famille Roger ou Rogier D'argent, à la bande d'azur, accompagnée de six roses de gueules en orle. |
|                 | Famille Vasseur de Sailly D'argent à la bande d'azur accompagnée de six billettes de gueules, trois en chef et trois en pointe.                                                                                          |
|                 | Famille La Ravoire Palé de six pièces d'argent et de gueules, à la bande d'azur brochant sur le tout. |
|                 | Famille Collin D'argent à trois fasces de gueules, à la bande d'azur brochante. |
|                 | Famille de Rivoire Fascé d'argent et de gueules ; à la bande d'azur brochant sur le tout et chargée de trois fleurs de lys d'or.                                                                                         |
|                 | Famille Alies Écartelé, aux 1 et 4 d'azur au chien d'argent, aux 2 et 3 fascé d'argent et de gueules à la bande d'azur chargée de trois étoiles d'or.                                                                    |
|                 | Famille Coëtgourgault Echiqueté d'argent et de gueules, à la bande d'azur chargé de trois roses d'or. |
|                 | Famille d'Abzac D'argent à une bande d'azur chargée d'un besant d'or ; à une bordure aussi d'azur chargée de dix besants d'or, posés cinq en chef, deux en flancs, trois en pointe.                                      |
|                 | Famille Héris D'argent, à la bande d'azur, chargé de trois molettes d'or, à la bordure engrêlée de gueules. |
|                 | Famille Alain D'argent, à la bande d'azur, brisée en chef d'une croix d'or ; au chef de gueules. |
|                 | Famille d'Yse D'argent, au lion de gueule, à la bande d'azur chargée en chef d'une fleur de lys d'or, brochant sur le tout                                                                                               |

### Fond de gueules
| Figure | Blasonnement et commentaires |
| ------ | --- |
|        | Famille de Menthon De gueules, au lion d'argent, à la bande d'azur, brochant sur le tout.                                                                                            |
|        | Famille Le Roux de Bretagne De gueules à un lion d'or ; à la bande d'azur chargée de trois étoiles d'argent [posées à plomb] brochant sur le tout.'                                  |
|        | Famille de Félix Écartelé : aux 1 et 4, de gueules, à la bande d'argent, chargé de trois F de sable ; aux 2 et 3, de gueules, au lion d'or, à la bande d'azur, brochant sur le lion. |
|        | Famille de Candie De gueules semé de fleurs de lys d'or, à la bande d'azur brochant sur le tout.                                                                                     |

### Fond de sable
| Figure | Blasonnement et commentaires |
| ------ | --- |
|        | Famille Claude d'Ecuille, il était chevau-léger de la garde du roi. De sable à un pal d'argent, à la bande d'azur brochant sur le tout. |
|        | Famille Josserand De sable, à deux barres d'or, et deux bandes d'azur, brochant sur le tout.                                            |

## Bande de France
| Figure | Blasonnement et commentaires |
| ------ | --- |
|        | Maison de Bourbon-Lavedan D'argent à la bande d'azur semée de fleurs de lys d'or, filet de gueules régnant sur le tout. |
|        | Maison d'Andrault de Langeron Écartelé : aux 1 et 4 d'azur, à trois étoiles d'argent, qui est d'Andrault ; aux 2 et 3 d'argent, à trois fasces vivrées de gueules, et une bande d'azur semée de fleurs de lys d'or, brochant sur le tout, qui est de Gencien. |
|        | Famille de La Garde de Saint-Cernin D'azur, à six fleurs de lys d'or, rangées 3 et 3, en bande [celles en pointe versées]. |

## Bande de gueules

### Fond d'or
| Figure        | Blasonnement et commentaires |
| ------------- | --- |
| Bade          | Maison de Bade D'or à la bande de gueules. |
|               | Maison de Ligne D'or à la bande de gueules. |
| Blason Salins | Famille de Salins D'or à la bande de gueules. |
|               | Famille d'Assier de Valenches D'or à trois bandes de gueules. |
|               | Famille de Faucogney D'or à trois bandes de gueules. |
|               | Famille de Nerestang D'or à trois bandes de gueules. |
|               | Famille de Harouys D'or à trois bandes de gueules, chargées chacune de trois têtes de licorne d'or. |
|               | Maison de Thoire-Villars Bandé d'or et de gueules. |
|               | Famille d'Avesnes Bandé d'or et de gueules. |
|               | Maison de Miolans Bandé d'or et de gueules. |
|               | John Norman (draper) (en), Lord Mayor of London D'or à la bande coticée de gueules, chargé de trois croix du même recroisetées au pied fiché. |
|               | Famille Anizketa, Donosti D'or à la bande de gueules accompagnée de deux aigles du même, becquées et membrées d'azur, l'un en chef, l'autre en pointe. |
|               | Famille Aria, Navarre D'or à une bande de gueules, accompagnée de deux fleurs de lys du même. |
|               | Van Molames D'or, à la bande de gueules accompagnée de six canettes de même disposés en orle. |
|               | Famille de Pestels D'or, à la bande de gueules accompagnée de six flanchis de même en orle. |
|               | Famille de Nève de Mévergnies D'or à la bande de gueules, accostée en chef d'une rose de gueules, boutonnée d'or, barbée de sinople, et en pointe d'une étoile d'azur à six rais. |
|               | Famille Echazarreta, Guipuscoa D'or à une bande de gueules accompagnée de deux étoiles d'azur. |
|               | Famille Carrebe d'Abense, Soule D'or à la bande de gueules accostée de deux glands, tigés et feuillés de sinople. |
|               | Famille Aguerrebehere, Cinco Villas D'or à la bande de gueules chargée de trois feuilles de peuplier d'or. |
|               | Famille Noyers, Basse-Navarre D'or à la bande de gueules chargée de trois feuilles de peuplier d'or et accostée de deux fleurs de lys d'azur. |
|               | Maison du Châtelet D'or à la bande de gueules, chargée de trois fleurs de lys d'argent posées dans le sens de la bande. |
|               | Famille Jourda de Vaux D'or, à la bande de gueules, chargée de trois croissants d'argent. |
|               | Famille Mareschal, Savoie D'or, à la bande de gueules, chargée de trois coquilles d'argent. |
|               | Famille de Gonsans D'or à la bande de gueules chargée de trois roses d'argent. |
|               | Famille de L'Averdy D'or à une bande de gueules chargée d'un renard passant d'argent. |
|               | Famille d'Arexy D'or à une bande de gueules chargée de trois demi-vols d'argent, accompagnée de deux molettes de gueules ; au chef d'azur chargé d'un soleil rayonnant d'or. |
|               | Maison de Lorraine D'or, à la bande de gueules, chargée de trois alérions d'argent. |
|               | Famille Monneraye D'or à la bande de gueules, chargée de trois têtes de lion arrachées d'argent et accostée de deux serpents volants d'azur. |
|               | Célestin V De oro, un león azur y bochante una banda de gules. |
|               | Famille de Cuines D'or au lion de sable armé et lampassé de gueules, à la bande du même chargée de trois étoiles d'argent. |
|               | Famille Goffinet Coupé d'or et de sable, à la bande de gueules brochant sur le coupé, chargée d'une épée d'argent emmanchée d'or, posée dans le sens de la bande ; au franc-canton senestre de sable chargé de trois chevrons d'or, et d'un chef d'argent surchargé d'une croix pattée alésée de gueules entre deux merlettes affrontées de sable. |
|               | hertoge van Loreynen D'or à la bande de gueules chargée de trois aigles de sable. |

### Fond d'argent
| Figure                       | Blasonnement et commentaires |
| ---------------------------- | --- |
|                              | Willam van Verlis D'argent à la bande de gueules. |
|                              | Seigneurs d'Ansembourg D'argent à la bande de gueules. |
|                              | Famille du Bois d'Enghien D'argent à la bande de gueules. |
|                              | Famille de La Ville D'argent à la bande de gueules. |
|                              | Famille de Soubeyran D'argent à la bande de gueules. |
|                              | Famille de Bailleul de Lesdain D'argent à la bande de gueules. |
|                              | Famille Careaga D'argent à la bande de gueules. |
|                              | Famille de Barville D'argent à deux bandes de gueules. |
|                              | Famille de Pannard D'argent à deux bandes de gueules. |
|                              | Famille d'Anthenaise D'argent à trois bandes de gueules. |
|                              | Famille d'Escayrac de Lauture D'argent, à trois bandes de gueules. |
|                              | Maison de Semur D'argent, à trois bandes de gueules. |
|                              | Famille Thouéry D'argent, à trois bandes de gueules. |
|                              | Maison de Faucigny, branche des seigneurs puis marquis de Lucinge et branche des coseigneurs de Lucinge, seigneurs d'Arcine. Bandé d'argent et de gueules.                                                                          |
|                              | Famille de Faret de Fournès Bandé d'argent et de gueules. |
|                              | Maison de Faucigny, branche de Marlioz Bandé d'argent et de gueules, la première bande de gueules chargée d'une étoile à huit branches de sable en chef.                                                                            |
|                              | Famille d'Auvet Bandé d'argent et de gueules, de six pièces, la première bande chargée d'un lion de sable. |
| Blason Famille de La Forcade | Famille de La Forcade, Béarn, Bordelais, Agenais Écartelé : au 1 d'argent, au lion de gueules lampassé et armé de sable ; aux 2 et 3 d'azur, à trois étoiles d'or ; au 4 d'argent, à trois bandes de gueules.                       |
|                              | Famille Champion de Cicé D'azur, à trois écussons d'argent, chargés chacun de trois bandes de gueules. |
|                              | Famille Carvoisin D'argent à la bande de gueules au chef d'azur. |
|                              | Famille Ameline, Bretagne, Normandie. D'argent, à trois bandes de gueules, à un chef d'azur chargé d'un lambel d'or. |
|                              | Famille de Bénavent, Auvergne, Rouergue. D'argent, à trois bandes de gueules, à un chef d'azur chargé d'un lambel d'or. |
|                              | Famille de Rodez-Bénavent, Rouergue. Écartèle, depuis 1784, au 1 et 4 de gueules au lion d'or, qui est de Rodez; au 2 et 3 d'argent à trois bandes de gueules, au chef d'azur chargé d'un lambel d'or, qui est de Bénavent.         |
|                              | Famille Ipenarrieta, Guipuscoa D'argent à la bande de gueules chargée de quatre chevrons d'or, accostée de deux loups passants de sable surmontés chacun d'une étoile d'azur. À la bordure de gueules chargée de dix flanchis d'or. |
|                              | Famille de Sayn D'argent à la bande de gueules, chargée de petits besants du champ. |
|                              | Famille de Neuerbourg D'argent à la bande de gueules, à l'écusson d'azur brochant sur le tout. |
|                              | Famille de Pestels D'argent, à la bande de gueules, accompagnée de six sautoirs ou flanchis du même. |
|                              | Famille d'Urre, Dauphiné D'argent, à la bande de gueules, chargée en chef d'une étoile du champ. |
|                              | Famille d'Urre, Picardie D'argent à la bande de gueules chargée en chef d'une étoile d'or. |
|                              | Famille d'Urre-la-Touche, Dauphiné D'argent, à la bande de gueules, chargée de trois étoiles d'or. |
|                              | Famille d'Arbouet D'argent à une bande de gueules chargée de trois étoiles du champ. |
|                              | Famille Bradburne (UK) selon Gelre D'argent, à la bande de gueules, chargée de trois étoiles à six rais cousues de sinople. |
|                              | Famille d'Aumale D'argent à la bande de gueules chargée de trois besants d'or. |
|                              | Famille d'Aguerre, Ostabat D'argent à la bande de gueules chargée de trois flanchis d'or. |
|                              | Famille d'Ameysin, Savoie D'argent à la bande de gueules chargée de trois coquilles. |
|                              | Famille Ameisin, Dauphiné D'argent à la bande de gueules chargée de cinq coquilles d'or. |
|                              | Famille de Harzee D'argent à la bande de gueules, chargée de trois chaperons d'or. |
|                              | Famille d'Irodouer D'argent à la bande de gueules chargée de trois macles d'argent. |
|                              | Famille de L'Hôpital D'argent à une bande de gueules chargée d'un coq d'argent, becqué, membré, barbé d'or, accompagnée en chef d'une merlette de sable.                                                                            |
|                              | Famille du Plessis de Grenédan D'argent à la bande de gueules, chargée de trois macles d'or, accompagnée en chef d'un lion de gueules, armé, lampassé et couronné d'or.                                                             |
|                              | Famille Blanquet de Rouville D'argent, à la bande de gueules chargée de trois roses d'argent, accompagnée de deux croissants de gueules, celui en chef renversé et l'autre montant.                                                 |
|                              | Famille Lerruz, Erro D'argent à la bande de gueules accostée de deux loups passants de sable. |
|                              | Jan van Banyoen D'argent à la bande de gueules chargée de trois aigles de sable; au lambel à cinq pendants d'azur brochant. |
|                              | John Beaufort, bâtard de Gand Parti, d'argent et d'azur à la bande de gueules brochant sur le parti et chargée de trois léopards d'or au lambel d'azur en chef semé de lys d'or.                                                    |
|                              | Famille de Nesle de Falvy Burelé d'argent et d'azur, à la bande (ou cotice) de gueules brochant sur le tout. |
|                              | Seigneurs de Parthenay Burelé d'argent et d'azur, à la bande de gueules brochant sur le tout. |
|                              | Famille de Viry Palé d'argent et de gueules (alias d'azur), à la bande de gueules, brochante sur le tout. |
|                              | Famille Andrevet D'argent, à trois fasces de sable, à la bande de gueules brochant sur le tout. |
|                              | Famille Kerrannou Losangé d'argent et de sable, qui est Rannou ; à la bande de gueules, chargée de trois trèfles d'argent. |
|                              | Famille de Bréban Fascé d'argent et de sable de huit pièces ; à la bande de gueules brochant sur le tout et chargée de trois coquilles d'or.                                                                                        |
|                              | Famille Laurens D'argent, à un arbre de sinople, chargé d'une bande de gueules. |
|                              | Famille Vincens D'argent au mûrier de sinople, chargé d'une bande de gueules brochant sur le tout. |

### Fond d'azur
| Figure | Blasonnement et commentaires |
| ------ | --- |
|        | Famille de La Vaissière, Velay, Auvergne, Forez D'azur au coudrier d'or, à une bande de gueules brochante sur le tout. |
|        | Famille de Lagarde Montlezun D'azur, à un pal d'or côtoyé de six étoiles de même, et une bande de gueules brochant sur le tout. |
|        | Maison de Caumont (Armes de la branche de Lauzun) Tiercé en bande d'or, de gueules et d'azur. |
|        | Jules III De azur, una banda de gules perfilada de oro y cargada de tres montes de oro de tres cimas, acompañadas de dos guirnaldas de oro, una a cada lado. |
|        | Sixte V De azur, un león de oro armado y lampesado de gules sosteniendo con en su pata delantera diestra una rama de oro de tres piezas, una cotiza de gules cargada en el jefe de una estrella de oro y en la base de un monte de plata de tres cimas colocado en dirección a la cotiza. |
|        | Famille Jeanne le Borgne D'azur au lion d'or à la bande de gueules à 8 fusées d'argent brochant sur le tout. |
|        | John Fastolf Quarterly or and azure on a bend gules three escallops argent. |
|        | Famille de Bruchard D'azur à trois fasces d'or ; à la bande de gueules brochant sur le tout. |
|        | Famille de Mareste D'azur à deux fasces d'argent et à la bande de gueules brochant sur le tout. |

### Fond de France
| Figure | Blasonnement et commentaires |
| ------ | --- |
|        | Maison de La Chambre D'azur, semé de fleur de lis d'or, à la bande de gueules brochant sur le tout. |
|        | Jeanne de Bourbon (1338 † 1378) parti, en 1 de France ancien, qui est d'azur semé de fleurs de lys d'or et en 2 de Bourbon ancien, qui est d'azur semé de fleurs de lys d'or, à la bande de gueules.                                     |
|        | Louis Ier (1280 † 1342) D'azur semé de fleurs de lys d'or à la bande de gueules, brisées sur la bande d'une étoile d'argent. (du vivant de son père, Robert)                                                                             |
|        | Louis d'Évreux (1276 † 1319) D'azur à trois fleurs de lis d'or à la bande componée d'argent et de gueules. |
|        | Jean de Charolais (1283 † 1316) D'azur semé de fleurs de lys d'or, à la bande de gueules chargée de trois lionceaux d'argent. |
|        | Jacques Ier de Bourbon-La Marche (1341 † 1362) D'azur semé de fleurs de lys d'or à la bande de gueules chargée de trois lionceaux d'argent.(on trouve également des lions léopardés)                                                     |
|        | Jean Ier de Bourbon (1381 † 1434) D'azur à trois fleurs de lys d'or à la bande de gueules. (portés ensuite par les ducs de Bourbon, jusqu'en 1527)                                                                                       |
|        | Louis Ier de Montpensier (1406 † 1486) D'azur à trois fleurs de lys d'or à la bande engrêlée de gueules. (avant 1428) |
|        | Louis Ier de Montpensier (1406 † 1486) D'azur à trois fleurs de lys d'or à la bande de gueules chargée en chef d'un compon aussi d'or au dauphin du champ. (après 1428)                                                                  |
|        | Pierre II de Bourbon (1438 † 1503) D'azur à trois fleurs de lys d'or à la bande de gueules chargée d'un compon aux armes des anciens sires de Beaujeu, soit un lion de sable sur champ d'or, un lambel de gueules brochant. (avant 1488) |
|        | Louis Ier de Bourbon-Condé (1530 † 1569) D'azur à trois fleurs de lys d'or, une bande de gueules chargée d'un besant d'argent en chef brochante.                                                                                         |
|        | Louis de Beaujolais (1398 † 1404) d'azur à trois fleurs de lys d'or à la bande de gueules chargée de trois dauphins d'or. |

### Fond de fourrure
| Figure | Blasonnement et commentaires |
| ------ | --- |
|        | Famille de Ballaison D'hermine à la bande de gueules. |
|        | Maison de Stavele D'hermine à la bande de gueules. |
|        | Famille Law de Lauriston D'hermine, à la bande de gueules, acc. de deux coqs d'azur.                                                                                            |
|        | Robert Le Gall D'hermine à la bande de gueules chargé de trois croix de Toulouse d'or.                                                                                          |
|        | Gautier de Hondschoote D'hermine à la bande de gueules chargée de 3 coquilles d'or.                                                                                             |
|        | Famille de la Magdelaine de Ragny D'hermine, à trois bandes de gueules, celle du milieu chargée de cinq coquilles d'or et les deux autres de trois du même.                     |
|        | Seigneurs de Ragny Écartelé ; au 2 d'or à la croix ancrée de gueules, qui est de Damas ; au 3 de gueules à trois bandes d'argent, qui est de Clugny ; au 4 de Bourgogne ancien. |
|        | Famille de Plancy De vair à la bande de gueules. |
|        | Famille de Chateaugiron De vair, à la bande de gueules. |
|        | Maison de Châteaugiron De vair, à la bande de gueules chargée de trois coquilles d'argent.                                                                                      |

## Bande de sable

### Fond d'or
| Figure | Blasonnement et commentaires |
| ------ | --- |
|        | Wouter van Ville D'or à la bande de sable. |
|        | Famille Eslava (Navarre) D'or à la bande de sable. |
|        | William Shakespeare D'or à la bande de sable, chargée d'une lance d'or posée dans le sens de la bande. Gold, on a band sable, a spear of the first. La lance est agitée : "Shake spear" |
|        | Famille Martel D'or à la bande de sable, chargée de trois étoiles de d'argent. |
|        | Famille de La Villate de Jonchères D'or, à la bande de sable, chargée de trois étoiles d'argent.                                                                                        |
|        | Famille Luc D'or, à la bande de sable, chargée d'un brochet d'argent. |
|        | Robert de Maulde, chevalier croisé D'or à la bande de sable chargée (frétée) de 4 sautoirs d'argent.                                                                                    |
|        | Famille de Tournemire D'or à trois bandes de sable ; à la bordure de gueules, chargée de onze besants d'or ; au franc-quartier d'hermine.                                               |

### Fond d'argent
| Figure | Blasonnement et commentaires                                                                             |
| ------ | --- |
|        | Famille de La Barge D'argent à la bande de sable.                                                        |
|        | Famille de La Poëze D'argent à trois bandes de sable.                                                    |
|        | Famille de Gaus de Bitbourg D'argent à la bande de sable, bordée de gueules.                             |
|        | Famille Giffart D'argent, à la bande de sable chargée de trois macles d'argent.                          |
|        | Famille Marle D'argent à la bande de sable chargée de trois molettes à cinq rais du premier.             |
|        | Famille Hamel D'argent, à la bande de sable chargée de trois sautoirs ou croix de saint André d'or.      |
|        | Famille Le Vieux d'Yvetot, Somme, Picardie D'argent à la bande de sable frettée d'or.                    |
|        | Famille La Barge, Champagne D'argent, à la bande de sable accompagnée en chef d'une couronne du même.    |
|        | Famille du Deffand, Nivernais D'argent, à la bande de sable, accompagnée en chef d'une merlette de même. |
|        | Famille Ferrière, maires de Morlaix D'argent à la bande de sable, accomp. de trois corneilles de même.   |

### Fond d'azur
| Figure | Blasonnement et commentaires |
| ------ | --- |
|        | Famille Lefebvre de Laboulaye Parti, au I d'azur à une banderole d'argent, chargée d'une aigle de sable ; au II, coupé : a, losangé d'argent et de gueules ; b, d'or à un demi-aigle de sable le vol abaissé ; chargé d'une bande aussi de sable brochant sur le parti. |
|        | Famille de Vassinhac D'azur à la bande d'argent bordée de sable. |

### Fond de gueules
| Figure | Blasonnement et commentaires                                                                                         |
| ------ | --- |
|        | Famille Hébrard de Veyrinas De gueules au lion d'or armé de sable à la bande de sable chargée de trois étoiles d'or. |

### Fond de fourrure
| Figure |
| ------ |

## Bande de sinople
| Figure | Blasonnement et commentaires                                                                      |
| ------ | ------------------------------------------------------------------------------------------------- |
|        | Famille Iturrieta, Irun D'or à la bande de sinople, accompagnée de deux loups d'azur.             |
|        | Famille de Limpach, Luxembourg D'argent à trois pals de gueules, à la bande de sinople brochante. |
|        | Famille Garbiso, Labourd De gueules à trois bandes de sinople [effilées d'or].                    |

## Bande de pourpre
| Figure | Blasonnement et commentaires |
| ------ | --- |
|        | Famille Mendinueta, Baztan Échiqueté de sable et d'argent, à la fasce et la bande de pourpre brochantes, les deux angles formés par l'intersection de la fasce et de la bande, d'azur, chargés chacun d'une étoile d'or. |

## Bande de fourrure

### Fond d'argent
| Figure | Blasonnement et commentaires                                      |
| ------ | ----------------------------------------------------------------- |
|        | Famille Poelaert, Bruxelles D'argent à la bande d'hermine.        |
|        | Martin IV De plata con una banda verada invertida en oro y gules. |

### Fond d'azur
| Figure | Blasonnement et commentaires |
| ------ | --- |
|        | Famille de Collabaud D'azur à la bande d'argent, chargée de trois mouchetures d'hermine de sable.                                       |
|        | Peter van Wasnes D'azur au lion d'argent armé et lampasse de gueules; à la bande de gueules chargé de six mouchetures de vair d'argent. |

### Fond de gueules
| Figure | Blasonnement et commentaires                                      |
| ------ | ----------------------------------------------------------------- |
|        | Famille d'Hemricourt De gueules à la bande d'hermine.             |
|        | Famille de Tournon (alias) De gueules à la bande d'hermine.       |
|        | Peter Torsell De gueules à la bande de vair.                      |
|        | Famille de la Barre d'Erquelinnes De gueules, à la bande de vair. |
|        | Maison de Longueval Bandé de vair et de gueules.                  |

## Bande alaisée
| Figure | Blasonnement et commentaires                                                             |
| ------ | ---------------------------------------------------------------------------------------- |
|        | Famille Olleta, Navarre D'or au chaudron de sable chargé d'une bande alaisée de gueules. |

## Bande bastillée
| Figure | Blasonnement et commentaires                                       |
| ------ | ------------------------------------------------------------------ |
|        | harántpólya D'argent à la bande d'azur bastillée.                  |
|        | Famille Chanelosc D'or, à la bande crénelée et bastillée de sable. |

## Bande bretessée et contre-bretessée
| Figure | Blasonnement et commentaires                                                       |
| ------ | ---------------------------------------------------------------------------------- |
|        | Famille Jaurola, Baztan D'or à la bande bretessée de gueules.                      |
|        | Maison de Damas, Branche Tournaisis D'or, à la bande bretessée et alésée de sable. |
|        | Famille Famille Scarron D'azur à la bande bretessée et contre-bretessée d'or.      |

## Bande componée
| Figure | Blasonnement et commentaires |
| ------ | --- |
|        | Ranous van Trye D'or à la bande componée d'argent et d'azur bordée de gueules. |
|        | Famille de Nancuise D'or à la bande componée d'azur et de sable. |
|        | Maison de Montbel D'or, au lion de sable, armé et lampassé de gueules, à la bande componée d'hermine et de gueules de six pièces.                                                         |
|        | Famille Briçonnet D'azur, à la bande componée d'or et de gueules, de 5 pièces, chargée sur le 1er compon de gueules, d'une étoile d'or, et accompagné d'une autre étoile de même en chef. |
|        | Charles d'Étampes (1306 † 1336) d'azur semé de fleurs de lys d'or à la bande componée d'hermine et de gueules.                                                                            |
|        | Louis d'Étampes (1336 † 1400) D'azur semé de fleurs de lys d'or à la bande componée d'argent à la moucheture d'hermine et de gueules au château d'or.                                     |
|        | Famille Meyres D'azur, à la bande componée d'argent et de sable, à la bordure componée d'argent et d'azur.                                                                                |
|        | Famille de Vallin De gueules, à la bande componée d'argent et d'azur, de six pièces. |

## Bande coticée

### Fond d'or
| Figure          | Blasonnement et commentaires |
| --------------- | --- |
|                 | Innocent VII De oro, una banda de azur cargada con un cometa de oro y acompañada de dos cotizas de azur.                                                                            |
|                 | Famille du Coudray D'or à la bande de gueules, chargée de trois coquilles d'argent et accostés de deux cotices d'azur.                                                              |
| Blason Beaufort | Famille de Beaufort D'or à la bande coticée de gueules. |
|                 | Famille Mohr de Soetern D'or à la bande coticée de sable. |
|                 | famille Lastagaray, Basse-Navarre Écartelé, aux 1 et 4 d'or à trois bandes de gueules chargées chacune d'une cotice d'hermines ; aux 2 et 3 d'argent au sanglier passant de sable.. |

### Fond d'argent
| Figure | Blasonnement et commentaires |
| ------ | --- |
|        | Famille Mollerat du Jeu D'argent à une bande d'azur chargée de trois molettes d'argent et accostée de deux cotices d'azur.                                                                                       |
|        | Famille d'Ainval D'argent à un chef émanché de gueules et une bande d'azur accostée de deux cotices du même brochant sur le tout, accompagnée en chef d'une molette d'éperon aussi d'azur reposant sur l'argent. |
|        | Famille L'Enfant de La Varenne D'argent à la bande d'azur, accostée de deux cotices de gueules. |
|        | Famille Geisen de Bitbour D'argent à la bande de gueules, coticée d'or. |
|        | Famille de Sévedavy D'argent à la bande de gueules, chargée de deux filets d'argent, accostés de six roses feuillées de gueules.                                                                                 |
|        | Maison de Beaufort-Spontin D'argent à la bande coticée de gueules et chargée de trois coquilles d'or. |
|        | Famille de Custine Écartellé: aux I et IV d'argent à la bande coticée de sable (qui est de Custine); aux II et III de sable semé de fleurs de lis d'argent (qui est de Lombut).                                  |
|        | Jacques d'Ornes D'argent à la bande coticée de sable à 5 anneaux de gueules au lambel d'azur à 3 bezants d'or sur chacun des 3 pendants.                                                                         |
|        | Famille Hallencourt de Dromesnil D'argent à la bande de sable, accostée de deux cotices du même : au chef d'azur chargé de 3 bandes d'or, à la bordure de gueules.                                               |
|        | Famille Villenfagne D'argent à la bande coticée de sable, chargée de trois coquilles d'or, posées dans le sens de la bande.                                                                                      |

### Fond d'azur
| Figure | Blasonnement et commentaires |
| ------ | --- |
|        | Comtes de champagne, ancien blason D'azur, à une bande d'argent, cotoyée de deux cotices d'or.                                                           |
|        | Lowich van Sansorle D'azur, à la bande d'argent, cotoyée de deux cotices d'or.                                                                           |
|        | Maison de Sancerre D'azur, à la bande d'argent, cotoyée de deux cotices d'or, potencées et contre-potencées, au lambel de gueules, brochant sur le tout. |
|        | Famille de Bohun Azure a bend argent cotised Or between six lions rampant Or armed and langued Gules..                                                   |
|        | Jean II de Montmirail D'azur, semé de croix pommetées d'or à la bande d'argent, coticée d'or.                                                            |

### Fond de gueules
| Figure | Blasonnement et commentaires |
| ------ | --- |
|        | Famille de Boves De gueules à la bande coticée d'or. |
|        | Famille Besson De gueules à la bande d'argent chargée d'un lion d'azur et accostée de deux cotices du second. |
|        | Famille Rohan-Soubise Écartelé: aux 1 et 4, de gueules à une bande d'argent chargée d'une cotice de sinople, au 2 et 3, de gueules à la bande d'argent côtoyée de deux cotices fleuronnées du même (de Basse-Alsace). Sur le tout parti en 1 de gueules aux neuf macles d'or posées 3, 3 et 3 (qui est de Rohan), et en 2 d'hermine (qui est de Bretagne). |

### Fond de sable
| Figure | Blasonnement et commentaires                                                                |
| ------ | ------------------------------------------------------------------------------------------- |
|        | Famille de Bohan De sable à la bande coticée d'or.                                          |
|        | Famille de Quatrebarbes De sable à la bande d'argent accostée de deux cotices du même.      |
|        | Famille Fock de Hubingen De sable, à la bande d'argent accompagnée de deux cotices du même. |
|        | Seigneurs de Hubines De sable à la bande coticée d'argent, au chef d'or.                    |

### Fond de sinople
| Figure | Blasonnement et commentaires                                                        |
| ------ | ----------------------------------------------------------------------------------- |
|        | famille de Mendoza De sinople à la bande d'or chargée d'une cotice de gueules.      |
|        | Famille sr de Pirou De sinople à la bande d'argent côtoyée de deux cotices du même. |

### Fond de fourrure
| Figure | Blasonnement et commentaires                                                      |
| ------ | --------------------------------------------------------------------------------- |
|        | Famille de Celles, vassaux de Luxembourg D'hermine à la bande coticée de gueules. |

## Cotice en bande

### Fond d'or
| Figure | Blasonnement et commentaires                                              |
| ------ | ------------------------------------------------------------------------- |
|        | Famille de Talaru Parti d'or et d'azur, à la cotice de gueules brochante. |

### Fond d'argent
| Figure | Blasonnement et commentaires                                                                          |
| ------ | --- |
|        | Famille Frézeau Burelé d'argent et de gueules de dix pièces ; à une cotice d'or brochant sur le tout. |

### Fond de France
| Figure | Blasonnement et commentaires |
| ------ | --- |
|        | Bourbon-Bazian De France moderne qui est d'azur aux trois fleurs de lys d'or, brisé d'une cotice de gueules, elle-même surbrisée d'une traverse d'argent brochant sur le tout. |

### Fond de gueules
| Figure | Blasonnement et commentaires |
| ------ | --- |
|        | Famille Lizartza, Guipuscoa De gueules à la cotice en bande d'argent chargée d'une autre d'azur, accostée de deux tours d'or ouvertes d'azur. |

### Fond de sable
| Figure | Blasonnement et commentaires                                                                             |
| ------ | --- |
|        | Famille Rome De sable, à trois cotices d'argent en bande ; au chef d'argent chargé d'un faucon de sable. |

### Fond de fourures
| Figure | Blasonnement et commentaires                                                                                |
| ------ | --- |
|        | Pierre de Bauffremont, Maison de Bauffremont Vairé d'or et de gueules à la cotice d'azur.[réf. nécessaire]  |
|        | Huart de Bauffremont, Maison de Bauffremont Vairé d'or et de gueules à la cotice de sable.[réf. nécessaire] |

## Bande coupée
| Figure | Blasonnement et commentaires |
| ------ | --- |
|        | Famille de Belloc de Chamborant Coupé d'or et de gueules, à la bande coupée d'azur et d'argent, chargée d'un poisson aussi coupé d'argent et d'azur, de l'un en l'autre, brochant sur le tout, qui est de Belloc ; écartelé d'or, au lion rampant de sable, armé et lampassé de gueules, qui est de Chamborant. |

## Bande dentelée
| Figure | Blasonnement et commentaires                                                                                          |
| ------ | --- |
|        | Famille Bouguenais De gueules à la bande dentelée d'or accompagnée de deux molettes d'éperon du même.                 |
|        | Famille de Montaigne de Poncins De gueules à trois bandes dentelées d'or.                                             |
|        | Famille Gazteluzarria, Basse-Navarre D'argent à une bande dentelée de gueules, accostée de deux coquilles de gueules. |
|        | Famille de Salemard Coupé d'argent et de sable, à une bande dentelée de l'un en l'autre.                              |

## Bande échiquetée
| Figure | Blasonnement et commentaires |
| ------ | --- |
|        | Famille Grivel d'Ainay D'or, à la bande échiquetée de sable et d'argent de deux traits.                                                                           |
|        | Famille Larraya, Navarre D'argent à la bande échiquetée d'argent et de sable, accompagnée de deux croissants échiquetés du même.                                  |
|        | Famille de Montfort D'azur à la bande échiquettée de deux tires d'or et de gueules.                                                                               |
|        | Maison de Hauteville D'azur à la bande échiquettée de deux tires d'argent et de gueules.                                                                          |
|        | Famille Perret d'Hauteville D'or à la bande de sable chargée de trois dagues dont la pointe est tournée vers le cimier.                                           |
|        | Maison de Salteur De gueules, à une bande échiquier d'or et d'azur de trois traits, accompagnée de deux étoiles d'or.                                             |
|        | Boniface IX D'azur à la bande échiquettée de deux tires d'argent et d'azur.                                                                                       |
|        | Famille Cybo De gueules à une bande échiquetée d'argent et d'azur de trois rangs d'échets, sous un chef d'argent, chargé d'une croix de gueules qui est de Gênes. |
|        | Famille Luquin, Navarre De gueules à la bande échiquetée de deux tires d'argent et de sable.                                                                      |
|        | Famille de Mertens de Wilmars D'argent à la bande échiquetée d'argent et de sable, accompagnée de deux roses d'argent.                                            |

## Bande endentée
| Figure | Blasonnement et commentaires                          |
| ------ | ----------------------------------------------------- |
|        | Famille Le Cousturié D'azur à la bande endentée d'or. |

## Bande engoulée

### Fond d'or
| Figure | Blasonnement et commentaires |
| ------ | --- |
|        | Famille Ormaiztegui, Guipuscoa D'or à la bande d'azur engoulée de deux têtes de dragons d'argent : à la bordure échiquetée d'argent et de gueules. |
|        | Famille Mendizabal, Guipuscoa Tranché d'or et d'azur, l'or chargé de trois cœurs de gueules, l'azur d'une fleur de lis d'or ; et une bande d'argent engoulée de deux têtes de dragons de gueules, brochant sur la partition. |
|        | Famille Muguruza, Fontarrabie D'or au château au naturel et deux chiens d'azur appuyés contre ses murs ; devant la porte, à moitié fermée, d'argent, un guerrier armé d'azur ; sur les créneaux de la tour centrale, un sanglier de sable, armé d'argent ; et brochant sur le tout, une bande d'argent engoulée de deux têtes de dragons de sinople, lampassées de gueules. |
|        | Famille Azenar, Navarre D'or à une bande de gueules engoulée de deux têtes de dragons de sinople, accompagnée en chef d'une croisette pommetée de gueules, et en pointe d'une marmite de sable; à la bordure de sinople plain. |
|        | Famille Erregil, Irun Parti: au 1 d'or à la bande de gueules engoulée de deux têtes de dragons de sinople, lampassées d'or; au 2 de sinople à cinq feuilles de peuplier d'argent posées en sautoir. |
|        | Famille Bereterbide D'or à une bande de sable engoulée de deux têtes de dragons. |

### Fond d'argent
| Figure | Blasonnement et commentaires |
| ------ | --- |
|        | Famille Dilitz, Biscaye D'argent à la bande d'azur engoulée de deux têtes de dragons de sinople, accompagnée en chef d'un lion rampant de gueules, et en pointe d'une onde d'azur et d'argent. |

### Fond d'azur
| Figure | Blasonnement et commentaires |
| ------ | --- |
|        | Famille Arribillaga, Irun D'azur à la bande d'or engoulée de deux têtes de dragons du même, et accompagnée de deux fleurs de lys d'or, une en chef et une en pointe.                                                          |
|        | Famille stigar, Irun Parti, au 1 d'or à deux loups passants de sable, lampassés de gueules, posés l'un sur l'autre; au 2 d'azur à une bande d'or engoulée de deux têtes de dragons du même.                                   |
|        | Famille Azcue, Fontarrabie D'azur à une bande d'or engoulée de têtes de dragons du même. A la bordure échiquetée d'argent et de gueules de deux tires. Alias: échiquetée d'argent et d'azur.                                  |
|        | Famille Alzate, Elgoibar D'azur à une bande d'or engoulée de têtes de dragons du même. A la bordure échiquetée d'argent et de gueules de deux tires. Alias: échiquetée d'argent et d'azur.                                    |
|        | Famille Ayalde, (Guipuscoa 'Écartelé, aux 1 et 4 d'azur à une bande d'or engoulée de têtes de dragons du même, lampassées de gueules; aux 2 et 3 d'argent au loup passant de sable et lampassé de gueules.                    |
|        | Famille Lazcano, Guipuscoa D'azur à une bande d'or engoulée de deux têtes de dragons d'argent, accompagnée en chef d'un croissant contourné d'argent et en pointe d'une étoile d'or.                                          |
|        | Famille Maeztu, Alava D'azur à la bande d'or engoulée de deux têtes de dragons d'argent, lampassées du même, et accompagnée en chef d'un T d'or, et en pointe d'une fleur de lys aussi d'or.                                  |
|        | Famille Abaunza, Biscaye D'azur à une bande d'or chargée d'une cotice de gueules, la bande engoulée de deux têtes de dragon d'argent.                                                                                         |
|        | Famille Alza, Guipuscoa D'azur à une bande d'argent, engoulée de têtes de dragons d'or, lampassées de gueules, accompagnée en chef d'une étoile d'or et eu pointe d'un croissant d'argent.                                    |
|        | Famille Monzon, Navarre D'azur à une bande d'argent embouchée de deux têtes de dragons d'or, lampassées de gueules, accompagnée en chef d'une jarre d'or chargée de cinq iris d'argent, et en pointe d'une fleur de lys d'or. |
|        | Famille Aeza, Biscaye D'azur à une bande d'argent engoulée de deux têtes de dragon d'or lampassées de gueules, accompagnée en chef d'une étoile à huit rais d'or, et en pointe d'un croissant d'argent.                       |

### Fond de gueules
| Figure | Blasonnement et commentaires |
| ------ | --- |
|        | Famille Arteaga, Biscaye Parti, au 1 de gueules à la bande d'or engoulée de têtes de dragons du même; au 2 d'argent au chêne de sinople sur une onde d'azur et d'argent, accosté de deux chaudrons de sable. |
|        | Famille Gomez de Lesaka, Bortziriak Parti, au 1 de sinople au château d'argent surmonté d'une étoile d'or, au 2 de gueules à la bande d'or engoulée de têtes de dragons du même, lampassées de gueules, accompagnée de deux étoiles aussi d'or, une en chef, une en pointe. |
|        | Famille Erezuma, Biscaye De gueules à la bande d'or engoulée de deux têtes de dragons cousues d'argent, lampassées de gueules; à la bordure échiquetée de deux traits d'azur et d'argent. |
|        | Famille Ada, Basse-Navarre Parti, au 1 de gueules à la bande d'or engoulée de têtes de dragons d'argent, lampassés de gueules; au 2 échiqueté d'azur et d'argent. A la bordure générale d'or chargée d'une chaîne d'azur de huit maillons. |
|        | Famille Bustamante Parti, au 1 d'or à trois tourteaux d'azur; au 2 de gueuleS à la bande d'or engoulée de deux têtes de dragons de sinople, lampassés du même. A la bordure générale d'azur chargée de trois fleurs de lys d'or. |
|        | Famille Justiz, Fontarrabie Écartelé, aux 1 et 4 d'azur au château d'or accosté de deux lions du même ; aux 2 et 3 de gueules à une bande d'or engoulée de deux têtes de dragons de sinople, lampassés de gueules. A la bordure générale d'azur chargée de huit étoiles d'or. |
|        | Famille Berroa, Irun Écartelé, aux 1 et 4 d'or au chêne de sinople ensanglanté d'or, sur une onde d'azur et d'argent, accompagné au pied de l'arbre d'un loup de sable, armé et lampassé de gueules; au 2, d'azur à une tour d'argent du sommet de laquelle est issant un bras armé tenant une épée, garnie d'or et la lame d'argent; au 3 de gueules à la bande d'or engoulée de deux têtes de dragons de sinople. A la bordure générale de gueules chargée de neuf flanchis d'or. |
|        | Famille Oa, Guipuscoa De gueules à la bande de trois losanges d'or engoulée de deux têtes de dragons de sinople, accostée de trois fleurs de lys d'or, 2 en chef et 1 en pointe. |
|        | Famille Balardi, Saint-Jean Parti, au 1 d'or à cinq feuilles de peuplier de sinople posées en sautoir, accompagnées en pointe d'un chaudron de sable; au 2 de gueules à la bande d'argent engoulée de têtes de dragons de sinople lampassées de gueules. À la bordure générale d'azur chargée de quatre croissants d'argent et quatre flammes d'or alternés. |

### Fond de sinople
| Figure | Blasonnement et commentaires |
| ------ | --- |
|        | Famille Mujica, Villafranca De sinople à la bande d'or engoulée de deux têtes de dragons du même, lampassées de gueules, accostée de deux écussons d'argent chargés chacun de quatre fasces d'azur. |
|        | Famille Albizu, Guipuscoa Écartelé, au I d'azur au chaudron d'argent pendant du chef par une chaîne d'or, accompagné en pointe, à dextre et à senestre, des lettres d'or Su et Su; au 2 de sinople à la bande d'or engoulée de têtes de dragons du même et chargées en lettres de sable du nom Albizu; au 3 d'or à la cuve d'argent cerclée de trois pièces de sable; au 4 d'azur au senestrochère armé d'argent tenant une hache d'armes du même. A la bordure générale de gueules chargée de huit feuilles de peuplier d'argent. |

### Fond de pourpre
| Figure | Blasonnement et commentaires |
| ------ | --- |
|        | Carmen Franco, 1st Duchess of Franco De pourpre, à la bande d'or engoulée de deux têtes de dragon de même, languées de gueules, accompagnée de colonnes d'Hercule, celle de la pointe surmontée d'une couronne impérial et la devise "Plus", celle du chef surmontée de la couronne nationale et la devise "Ultra". |

## Bande écotée
| Figure | Blasonnement et commentaires                                                                                      |
| ------ | --- |
|        | Famille Lescheraine D'azur à la bande écotée d'or.                                                                |
|        | Clément VIII, Famille Aldobrandini. D'azur à la bande écotée d'or et étoiles.                                     |
|        | Famille Lesveque De sable à la bande écotée (aliàs : au chef) d'argent, chargée de trois fleurs de lys de gueules |

## Bande engrêlée
| Figure | Blasonnement et commentaires                                                                                     |
| ------ | --- |
|        | Famille de Lassus D'or à la bande engrêlée de gueules, accompagnée de deux grenades tigées et feuillées de même. |
|        | Lanval du Bois, chevaliers de la Table ronde D'or à la bande de gueules engrêlée de sable.                       |
|        | Maison de Lavieu D'or à la bande engrêlée de sable. Alias d'or à la bande de sable.                              |
|        | Famille Huet D'argent à deux bandes engrêlées de gueules, semées de coquilles d'argent.                          |
|        | Victor François de Montchenu De gueules à la bande engrêlée d'argent.                                            |

## Bande fautive
| Figure | Blasonnement et commentaires |
| ------ | --- |
|        | Ciciarelli de Cicerello D'azur à la bande de gueules accompagné d'un rameau d'olivier de variété Ciciarello à senestre d'or et d'un poisson Cicerello passant à dextre, du même. |
|        | Famille Boutin, Bretagne D'azur à une bande de sable, accompagnée de deux étoiles d'or.                                                                                          |
|        | Famille de Vassinhac D'azur à la bande d'argent bordée de sable. |
|        | Famille de Gozon De gueules, à la bande d'azur et à la bordure denticulée de cinq pièces d'argent.                                                                               |
|        | Famille Le Viste ou Leviste De gueules à la bande cousue d'azur, chargée de trois croissants montants d'argent.                                                                  |
|        | Famille Noble, Basse-Navarre De gueules à une bande de sinople engoulée de deux têtes de dragons du même.                                                                        |

## Bande fuselée

### Fond d'argent
| Figure | Blasonnement et commentaires |
| ------ | --- |
|        | Famille de La Jaille de La Roche-Talbot D'argent à la bande fuselée de gueules.                                                     |
|        | Famille des Roches de Sablé D'argent à la bande fuselée de gueules.                                                                 |
|        | Famille de Saint-Aubin D'argent à la bande fuselée de gueules, accotés de six besants de même en orle.                              |
|        | Famille de Glisy D'argent à la bande fuselée de gueules de cinq pièces, accompagnée d'une aigle du même au canton senestre du chef. |
|        | Famille du Bellay D'argent à la bande de fusées de gueules, accompagnée de six fleurs de lys d'azur rangées en orle.                |
|        | Jean Le Bouteiller[réf. nécessaire] D'argent, à la bande fuselée de sable.                                                          |
|        | Famille de Kerckhove dit Vander Varent D'argent, à la bande fuselée de sable.                                                       |

### Fond d'azur
| Figure | Blasonnement et commentaires                                                                                                |
| ------ | --- |
|        | Famille Boucharenc de Buffeyrettes D'azur, à la bande fuselée d'or.                                                         |
|        | Famille Pineau D'argent à trois fasces de gueules ; au franc-canton d'azur, chargé de trois fusées d'or, posées [en bande]. |
|        | Maison de Wittelsbach, Bavière Fuselées en bande d'azur et d'argent.                                                        |
|        | Bavière Fuselées en bande d'azur et d'argent.                                                                               |

### Fond de gueules
| Figure | Blasonnement et commentaires                          |
| ------ | ----------------------------------------------------- |
|        | Famille Papin De gueules à 5 fusées d'or en bande.    |
|        | Famille d'Heilly De gueules à 5 fusées d'or en bande. |

### Fond de sable
| Figure | Blasonnement et commentaires                                         |
| ------ | -------------------------------------------------------------------- |
|        | Famille Le Forestier De sable à la bande fuselée d'argent.           |
|        | Famille de Saint-Maard De sable à une bande de fusées d'argent.      |
|        | Famille de Bessay De sable à quatre fusées d'argent posées en bande. |

### Fond de sinople
| Figure | Blasonnement et commentaires                                                                                             |
| ------ | --- |
|        | Famille de Warluzel, Artois De sinople à la fasce d'argent à une bande de sept losanges de gueules brochant sur le tout. |

### Fond de fourrure
| Figure | Blasonnement et commentaires                                                 |
| ------ | ---------------------------------------------------------------------------- |
|        | Jean Sarazin, archevêque duc de Cambrai D'hermine à la bande fuselée d'azur. |

### Fond échiquetée
| Figure | Blasonnement et commentaires                                                                                            |
| ------ | --- |
|        | Famille Cadio Échiqueté d'argent et de gueules ; à la bande fuselée de sable, chargée de trois quintefeuilles d'argent. |

## Bande ondée

### Fond d'or
| Figure | Blasonnement et commentaires |
| ------ | --- |
|        | Famille d'ORR Fascé d'or et de gueules de quatre pièces, à la bande ondée d'azur brochant sur le tout, chargé de "trois" poissons d'argent dans le sens de la bande. |

### Fond d'argent
| Figure | Blasonnement et commentaires |
| ------ | --- |
|        | Lignage Roodenbeke D'argent à la bande ondée de gueules.                                                                                          |
|        | Famille t'Kint D'argent à la bande ondée de gueules accompagnée de dix billettes du même, cinq en chef posées 3, 2 et cinq en pointes posées 2, 3 |

### Fond d'azur
| Figure | Blasonnement et commentaires |
| ------ | --- |
|        | Famille Beeckmans de West-Meerbeeck D'azur à la bande d'argent, accompagnée en chef d'une tête de lion arrachée d'or, lampassée de gueules et en pointe d'une étoile à 6 rais d'or. |

### Fond de gueules
| Figure | Blasonnement et commentaires |
| ------ | --- |
|        | Famille de Rochefort d'Ally De gueules, à la bande ondée d'argent, accompagnée de six merlettes du même, mise en orle. |
|        | Famille de Rochefort d'Ailly De gueules, à la bande ondée d'argent, accompagnée de six merlettes de sable. |
|        | Armorial des cardinaux De gueules à la bande ondées d'argent chargée des [trois] clous de la passion de gueules et de trois fleurs de lys de même l'ensemble alternées un par un'[pas clair], accompagnée d'une couronne d'or en chef traversées par deux flèches de même passées en sautoir et en pal, les pointes en bas et d'un croissant d'argent en pointe. |
|        | Famille de Grenaud De gueules à deux bandes ondées d'argent. |

### Fond de sable
| Figure | Blasonnement et commentaires                         |
| ------ | ---------------------------------------------------- |
|        | Famille de Flade De sable à la bande ondée d'argent. |

## Bande percée
| Figure | Blasonnement et commentaires                                            |
| ------ | ----------------------------------------------------------------------- |
|        | Famille Berry D'or à la Bande de fable, percée de trois Batons de même. |

## Bande retraitée
| Figure | Blasonnement et commentaires |
| ------ | --- |
|        | Famille Clauzel D'azur, à la bande d'or accostée en chef d'une autre bande retraitée mouvante du flanc senestre, du même, et en pointe d'une étoile, aussi d'or ; à la bordure du même. |

## Bande vivrée

### Fond d'or
| Figure | Blasonnement et commentaires                                                                                |
| ------ | --- |
|        | Famille de La Baume de Montrevel D'or à la bande vivrée d'azur.                                             |
|        | Famille de La Baume-Pluvinel D'or à la bande vivrée d'azur, accompagnée en chef d'une moucheture d'hermine. |
|        | Famille Hesse de Hilbringen, Luxembourg D'or à la bande vivrée de sable.                                    |

### Fond d'argent
| Figure | Blasonnement et commentaires                                                                     |
| ------ | ------------------------------------------------------------------------------------------------ |
|        | Famille Hus D'argent à la bande vivrée de gueules, accompagnée de six merlettes de même en orle. |

### Fond de sable
| Figure | Blasonnement et commentaires                                |
| ------ | ----------------------------------------------------------- |
|        | Famille de Berg Viande De sable à la bande vivrée d'argent. |

## Fasce bandée
| Figure | Blasonnement et commentaires                                    |
| ------ | --------------------------------------------------------------- |
|        | Famille de Pons D'argent, à la fasce bandée d'or et de gueules. |

## Jumelle bandée
| Figure | Blasonnement et commentaires                                                                                       |
| ------ | --- |
|        | Famille de Tryon D'argent, à deux jumelles d'azur en bandes accompagnée en chef d'une croisette ancrée de gueules. |

## Jumelle ondée
| Figure | Blasonnement et commentaires                                                    |
| ------ | ------------------------------------------------------------------------------- |
|        | Boniface VIII, Benedeto Caetani. D'or à la jumelle ondée d'azur posée en bande. |
|        | Famille Caetani D'or à la jumelle ondée d'azur périe en bande.                  |

## Pal bandé
| Figure | Blasonnement et commentaires                                 |
| ------ | ------------------------------------------------------------ |
|        | Famille de Chauveron D'argent au pal bandé d'or et de sable. |

## Boisseau bandé
| Figure | Blasonnement et commentaires                                |
| ------ | ----------------------------------------------------------- |
|        | Famille Boissel D'or, au boisseau bandé d'azur et d'argent. |

## Bâton péri en bande
| Figure | Blasonnement et commentaires |
| ------ | --- |
|        | Charles-Paris d'Orléans-Longueville D'orleans moderne au bâton péri en bande d'argent. |
|        | Charles de La Roche-sur-Yon Écartelé en 1 et 4 d'azur aux trois fleurs de lys d'or et au baton de gueules chargé d'une lune d'argent au chef qui est Montpensier et en 2 et 3 d'azur aux trois fleurs de lys d'or et au baton de gueules qui est Bourbon. |

## Meuble en bande

### Fond d'or
| Figure | Blasonnement et commentaires |
| ------ | --- |
|        | Famille de Heusch de la Zangrye D'or à la flèche en bande. |
|        | Famille de Manderscheid D'or à la fasce vivrée de gueules, à une flèche d'azur en bande brochante. |
|        | Famille Seillière Coupé : Au 1, de gueules, au bélier sautant d'or senestré d'un caducée du même; au 2, d'or, à l'ancre de sable jetée en bande dans une mer de sinople et surmontée d'une étoile du même.           |
|        | Famille Cia, Navarre D'or à deux loups de sable, lampassés de gueules, posés en bande; à la bordure de gueules chargée de sept chaudrons d'argent. Les Cia de la maison Perochena substituèrent des lions aux loups. |

### Fond d'argent
| Figure | Blasonnement et commentaires |
| ------ | --- |
|        | Famille Courtiau D'argent au lièvre de gueules courant en bande. |
|        | Famille de Buson de Champdivers Parti d'argent et de gueules à trois quintefeuilles de même posées en bande de l'un en l'autre. |
|        | Maison de Lobkowicz Écartelé aux 1 et 4 d'argent au chef de gueules; aux 2 et 3 d'argent à une aigle de sable becquée membrée et couronnée d'or posée en bande, chargée sur la poitrine d'un croissant du même s'étendant en demi-cercles tréflés sur les ailes. |
|        | Maison de Damas D'argent à une hie de sable posée en bande accompagnée de six roses de gueules posées en orle. |
|        | famille Arribehaude D'argent à une rivière de sable ondée en bande. |

### Fond d'azur
| Figure                           | Blasonnement et commentaires |
| -------------------------------- | --- |
|                                  | Les Porte-bannière du Saint-Empire romain germanique, duc de Wurtemberg Une bannière d'or en bande à l'aigle de sable sur champ d'azur. |
|                                  | famille Irazabal, Guipuscoa D'azur à une chaîne d'or posée en bande, accostée de deux coquilles du même. |
|                                  | Famille Olazabal D'azur à une chaîne d'or posée en bande, accostée de deux coquilles du même. (armes primitives) |
|                                  | Famille Micheli Écartelé : au I, d'azur à la comète d'or posée en bande ; au II, fascé d'azur et d'argent ; au III, fascé d'azur et d'argent, les fasces chargées de 21 besants d'or, rangés en fasce sur celle d'azur respectivement de 6, 4 et 2, sur celles d'argent respectivement de 5, 3 et 1 ; au IV, d'azur à deux lions affrontés couronnés d'or. |
|                                  | Famille de La Chassaigne de Sereys Écartelé aux 1 et 4 d'azur, au dauphin d'or, mis en bande, accompagné de cinq étoiles du même, deux en chef et trois en pointe ; aux 2 et 3 d'or à une aigle éployée de sable couronnée, becquée, membrée de gueules, et une bordure d'azur chargée de dix fleurs de lys d'or en orle.                                  |
|                                  | Famille Banne d'Avéjan Écartelé : aux 1 et 4, d'azur, à trois fleurs de lys d'or, au chef retrait de même (qui est d'Estaing) ; aux 2 et 3, d'azur, à trois flambeaux d'or allumés de gueules, rangés en fasce (qui est La Fare) ; sur le tout d'azur, à la demi-ramure de cerf posée en bande (qui est de Banne).                                         |
|                                  | Famille de Chalus D'azur, au poisson d'or en bande, accompagné de six étoiles de même en orle. |
|                                  | Famille d'Antelmy D'azur, à l'écot d'or posé en bande, accompagné de six étoiles d'or, trois au second canton, trois au troisième. |
| Blason Blason famille Brochereul | Famille Brochereul D'azur au brochet d'argent mis en bande. |
|                                  | Famille de La Garde de Saignes D'azur à une épée d'argent posée en bande, la pointe en bas. |
|                                  | Louise Charlotte Marie de Bourbon D'azur à la tour, en bande, crénelée de quatre pièces d'argent, maçonnée de sable ; au chef engrêlé d'or, chargé de trois fleurs de lys d'azur. |

### Fond de gueules
| Figure                        | Blasonnement et commentaires |
| ----------------------------- | --- |
|                               | Famille Laulanhier, Languedoc De gueules à trois besants d'or posés en bande. |
|                               | Barons de Neve de Roden, Belgique De gueules à un poisson d'argent posé en bande. |
|                               | Famille de Gournay, Lorraine De gueules aux trois tours d'argent, maçonnées de sable, posées et rangées en bande. |
|                               | Famille Lepuzain, Navarre De gueules à trois couteaux endentés d'argent, posés en bande. |
|                               | Famille de Villeneuve, Languedoc De gueules, à l'épée antique d'argent garnie d'or, posée en bande, la pointe en bas. |
|                               | Famille de Villeneuve, Languedoc De gueules, à une épée d'argent, posée en bande, la pointe en bas. |
|                               | Famille Coetanezre, Bretagne De gueules, à trois épées d'argent, garnies d'or les pointes en bas, rangées en bandes. |
| de gueules à deux sabres d'or | Famille de Gouze de Saint-Martin, Languedoc De gueules à deux sabres d'or, posés en bande, l'un sur l'autre. |
|                               | Famille de Saint-Paul de Reveux, Forez De gueules à l'épée en bande d'argent garnie d'or ; au chef cousu d'azur, chargé de trois molettes d'or. |
|                               | Famille de Chavanes De gueules, à trois quintefeuilles d'argent, rangées en bande, au chef d'azur chargé à dextre d'une quintefeuille d'argent. |
|                               | Famille de Laugères, Vivarais De gueules, au demi-vol d'argent en bande ; au chef cousu d'azur, soutenu d'or, chargé d'une étoile d'argent. |
|                               | Joseph de Riquet de Caraman-Chimay (1836-1892) Écartelé: aux 1 et 4, de gueules, à la bande d'or qui est Hénin-Liétard ; aux 2 et 3, de gueules, à une épée d'argent garnie d'or, posée en bande qui est Chimay ; sur le tout d'azur, à la bande d'or, accompagnée en chef d'une demi-fleur de lys épanouie et en pied de trois roses, le tout d'argent qui est Riquetti). |

### Fond de sable
| Figure | Blasonnement et commentaires |
| ------ | --- |
|        | Famille de Chappedelaine De sable à une épée d'argent mise en bande, la pointe en bas, accompagnée de six fleurs de lys posées en orle, trois en chef, trois en pointe. |
|        | Évêques de Worms De sable semé de huit billettes d'or à la clef d'argent en bande.                                                                                      |
|        | Maison d'Ascanie, duché ascanien de Saxe (après 1180) Burelé de sable et d'or, au crancelin de sinople, brochant en bande sur le tout.                                  |

### Fond de sinople
| Figure | Blasonnement et commentaires |
| ------ | --- |
|        | Famille de Sacquespee De sinople à l'aigle d'or armé et becqué de gueules, une épée d'argent en bande, la poignée d'or, l'épée tirée d'un fourreau de sable et brochant sur le tout. La bordure componée d'argent et de gueules de vingt-deux pièces. |